# Логорама
Логорама (фр. Logorama) — мультфильм 2009 года, созданный с помощью технологий компьютерной и флэш-анимации. Мультфильм получил «Оскар» в 2010 году в категории «Лучший анимационный короткометражный фильм».

## Особенности мультфильма
Мультфильм перенасыщен изображениями логотипов известных компаний, их слоганов и маскотов. За 16 минут эфирного времени в поле зрения попадают упоминания примерно о 2500 компаниях. Также в мультфильме присутствуют пародии на несколько мультфильмов, мультсериалов и фильмов.

## Сюжет
Лос-Анджелес. Девушка-заправщица-Esso (озвучивает Айя Эванс) отошла на несколько минут перекурить. У ресторана быстрого обслуживания (KFC) останавливаются двое полицейских-Bibendum (озвучивают Боб Стивенсон и Шерман Огастас). Они рассуждают о гуманности содержания животных в зоопарках. Тем временем им по рации поступает ориентировка на красный фургон, который они видят перед собой и начинают преследовать.
Тем временем группа школьников посещает экскурсией зоопарк. Среди них два хулигана: Big Boy (озвучивают Джоэль Майкли) и Haribo (озвучивает Мэтт Уинстон). Они отделяются от экскурсии, озоруют, дразнят животных.
Вскоре красный фургон под управлением Рональда Макдональда переворачивается у Пицца Хат, в котором обедает Esso с Pringles и из него вываливается различное оружие, в том числе и биологическое. Оказавшиеся рядом Big Boy и Haribo решают похитить несколько предметов, чтобы потом продать их на «чёрном рынке».
Рональд берёт зазевавшегося Big Boy в заложники и затаскивает в ресторан, но мальчик вырывается и прячется за диваном вместе с напуганной Esso. Разъярённый Макдональд открывает огонь по полицейским.
Полицейский снайпер производит выстрел по преступнику, но неточно — под ногами дрожит земля, происходит что-то вроде землетрясения. Воспользовавшись сумятицией, Esso и Big Boy сбегают через заднюю дверь на полицейской машине, а Рональд — на мотоцикле. Впрочем, тряска земли усиливается, по городу ползут огромные трещины, и в одну из них клоун и падает. Девушка и мальчик едва успевают выбраться за пределы рушащегося города. Вскоре окрестность заливает нефтью из-под земли, и они остаются вдвоём на небольшом островке, отрезанные от всего мира.
В конце мультфильма камера удаляется от парочки в глубокий космос, пародируя концовку фильма «Люди в чёрном» и начало фильма «Контакт».

## Саундтрек
- «Good Mornin Life» Дина Мартина
- «Niggaz and Jewz» дуэта Blood of Abraham[англ.]
- «Hip To Be Square» группы Huey Lewis and the News
- «Yum Yum Yum» Джо Текса
- «I Don’t Want to Set the World on Fire» группы The Ink Spots

## Награды и номинации
Помимо «Оскара», полученного в 2010 году, мультфильм получил в 2009 году премию за «Лучший короткометражный фильм» на Стокгольмском кинофестивале.

## Премьерный показ в разных странах[4]
- Франция — 20 мая 2009 (Каннский кинофестиваль, «Неделя критиков»); 8 октября 2009 (Фестиваль короткометражных фильмов в Лилле); 14 ноября 2009 (Фестиваль короткометражных фильмов в Вийёрбанне)
- США — 14 октября 2009 (Международный кинофестиваль в Чикаго); 19 февраля 2010 (ограниченный показ); 27 марта 2010 (в рамках проекта «Новые режиссёры — новые фильмы»); 25 апреля 2010 (Международный кинофестиваль в Сан-Франциско)
- Швеция — ноябрь 2009 (Международный кинофестиваль в Стокгольме)
- Канада — 19 февраля 2010 (только в Ватерлоо, Онтарио)
- Австрия — 27 мая 2010 (Фестиваль независимых короткометражных фильмов в Вене)
- Израиль — июль 2010 (Кинофестиваль в Иерусалиме)